# Richard Perry Bedford
Richard Perry Bedford (* 15. November 1883 in Torquay, Devon; † 3. Oktober 1967 in West Mersea, Mersea Island, Essex) war ein britischer Kunsthistoriker und Bildhauer.
Er war der Sohn von George Bedford, Direktor der Torquay School of Art. Seine Ausbildung erhielt er an der Dean Close School in Cheltenham und der Central School of Arts and Crafts in London. Im Jahr 1903 begann er seine Tätigkeit für das Victoria and Albert Museum in London, zunächst als technischer Assistent. Er stieg auf und war von 1924 bis 1938 Keeper of Sculpture (Leiter der Skulpturenabteilung) und von 1938 bis 1946 Keeper of the Department of Circulation, von 1947 bis 1948 war als Curator of Pictures am Ministry of Works tätig.
Zur Bildhauerei fand er erst spät. Seine erste Ausstellung fand 1927 in der Goupil Gallery statt, weitere Ausstellungen fanden in der Gallery Alex Reid & Lefèvre (1936), den Leicester Galleries, der Beaux-Arts Gallery, der New Burlington Gallery und den Princes Galleries statt, von 1942 bis 1953 nahm er an der Royal Academy Summer Exhibition teil, eine letzte Einzelausstellung 1960 in The Minories in Colchester. In den 1930er Jahren war er Mitglied der London Group, an deren Ausstellungen er von 1931 bis 1939 teilnahm, 1932/33 der Seven and Five Society.
1914 heiratete er Ethel Pearl Donisthorpe (1880–1964), aus der Ehe gingen die Kinder Richard Donisthorpe Bedford (1918–1986) und Betty (* 1916) hervor.

## Veröffentlichungen (Auswahl)
- St. James the Less. A study in Christian iconography (= Second publication of the Gryphon club). Bernard Quaritch, London 1911, OCLC 14184858 (PDF; 5,2 MB).